# Zeytinburnuspor
Zeytinburnuspor is een sportclub opgericht in 1953 te Zeytinburnu, een district van de provincie Istanbul, Turkije. De clubkleuren zijn blauw en wit. De thuisbasis van de voetbalclub is het Merkezefendistadion.
Zeytinburnuspor heeft in de geschiedenis in totaal 5 seizoenen in de Süper Lig gespeeld. In die vijf seizoenen moest de ploeg vooral vechten tegen degradatie. In 1989/90, hun eerste seizoen in de hoogste Turkse voetbaldivisie, behaalde Zeytinburnuspor hun beste resultaat ooit: de 10e plaats. In 1996/97 werd de club met twee overwinningen en vijf remises laatste. Dit is nog steeds het slechtste eindresultaat ooit in de hoogste Turkse voetbalcompetitie.

## Gespeelde divisies
1e Divisie: 1989-1991, 1993-1995, 1996-1997
2e Divisie: 1987-1989, 1991-1993, 1995-1996, 1997-2000
3e Divisie: 1984-1987, 2000-2002, 2006-2010
4e Divisie: 2002-2006, 2010-2011
Amateurs: 2011-

## Bekende (ex-)spelers
- Emre Belözoğlu
- Arif Erdem
- Mamadou Diallo

- Library of Congress Control Number: n2007229356
- Nationale Bibliotheek van Israël: 987010635920105171
- Virtual International Authority File: 124190255